# Thrinax radiata
El guano de costa (Thrinax radiata) es una especie de palmera (familia Arecaceae). Thrinax radiata fue descrita por Lodd. ex Schult. & Schult. en la obra Systema Vegetabilium 7(2): 1301. 1830. Thrinax es un nombre genérico que deriva del griego y significa "tridente", quizá en referencia a los segmentos divididos y afilados de la hoja. Radiata es un epíteto latino que significa "radiante".

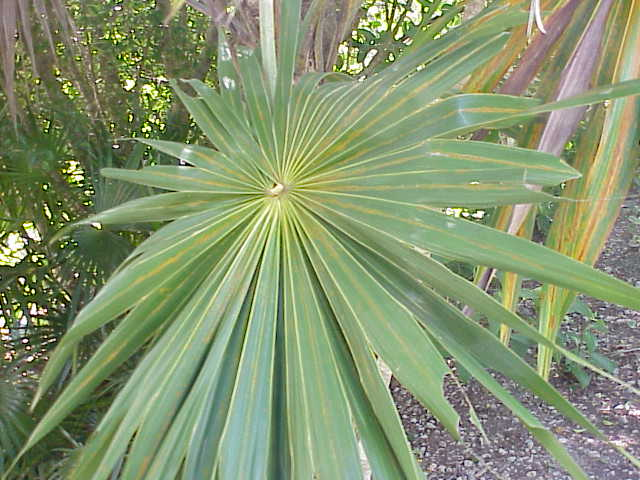
Detalle de la hoja

## Clasificación y descripción
Thrinax radiata es una palma de tallo delgado con un diámetro que varía de 10 cm a 15 cm y una altura desde los 2 m hasta los 15 m, aunque algunas plantas pueden alcanzar los 18 m. El crecimiento de los individuos es lento: tardan entre 30 y 50 años para alcanzar una altura de 4 m, dependiendo principalmente de las condiciones de luz en las que se desarrollan. 
La edad estimada para alcanzar los 15 m oscila entre 100 y 145 años. Puede llegar a crecer bastante en los bosques y maniguas costeras donde vive. En la base presenta una gran cantidad de raíces muertas, que sobresalen por encima del suelo. Exhibe hojas en forma de abanico, entre 5 a 25 hojas por palma y hasta 1 m de diámetro. La inflorescencia es ramificada entre 50-60 cm de longitud, ostenta pequeñas flores hermafroditas (5 mm) de color crema; su fruto es globular, de 0.6-0.8 cm de diámetro, es de color verde cuando es inmaduro y al madurar es de color blanco.
Los troncos son utilizados como postes y las hojas para trabajos de artesanía, en la confección de sombreros o para cubrir tejados.

## Distribución
Habita en zonas costeras arenosas en México, Cuba, Florida, Bahamas, Jamaica, Belice, Honduras y las Islas Caimán. Es la única especie del género en México, donde solo se encuentra en la península de Yucatán, particularmente en los estados de Quintana Roo y Yucatán.

## Ambiente
La palma crece y se desarrolla en dunas costeras y en selvas subperennifolias y subcaducifolias principalmente en áreas con influencia de los vientos, sin embargo se ha encontrado hasta 50 kilómetros tierra adentro. Se desarrolla por lo general en condiciones de regiones con clima tropical húmedo. Se la encuentra frecuentemente en hábitats netamente tropicales costeros, como selvas medianas subperennifolias, selvas mediana subcaducifolias, y en dunas costeras asociadas a sabanas, manglares y marismas de Quintana Roo y Yucatán.
Crece preferentemente en suelos calcáreos alcalinos (rendzinas) y altas concentraciones de sales; la altura de los individuos adultos depende de las condiciones microclimáticas y edáficas. En zonas secas crecen hasta 3 m menos que en los lugares donde hay selva mediana subperennifolia. Se puede encontrar a T. radiata en dunas costeras con concentraciones muy altas de sodio y cloro por la cercanía al mar. Sin embargo, tierra adentro en la selva baja y mediana subcaducifolia, la concentración que exhibe de esos nutrientes es despreciable, lo que da a entender que esta especie tiene la capacidad para adaptarse a concentraciones diferentes de salinidad en el suelo.

## Estado de conservación
Las palmas son un componente importante en la mayoría de los bosques tropicales y constituyen un recurso clave para la fauna, especialmente en períodos de escasez de alimento. T. radiata es una especie de palma de importancia económica y cultural entre los mayas peninsulares. La mayor amenaza que enfrentan las poblaciones de esta especie es la destrucción de la selva mediana, la vegetación costera y el uso local de los troncos como material de construcción.En la península de Yucatán, el corte y la venta ilegal de esta especie son frecuentes y carecen de un control adecuado.Por las razones anteriores, esta especie está catalogada como amenazada en México, de acuerdo a la norma 059-ECOL-2001 de la SEMARNAT. 
La palma Chiit no está incluida en ninguno de los 3 apéndices de la Convención sobre el Comercio Internacional de Especies Amenazadas de Fauna y Flora Silvestres (CITES), puesto que no existe comercio con ella. Tampoco se encuentra en La Lista Roja de la Unión Internacional para la Conservación de la Naturaleza (IUCN).

## Nombre común
- Español: guano de costa o palma de guano.[14]
- Português: Palmeira leque brilhante
- Maya de Yucatán: Ch'íit